# Marta Sibina i Camps
Marta Sibina i Camps, née le 15 mai 1973, est une femme politique espagnole membre d'En Comú Podem.
Elle est élue députée de la circonscription de Barcelone lors des élections générales de décembre 2015.

## Biographie

### Profession
Marta Sibina i Camps est diplômée en infirmerie. Elle possède une formation en chirurgie et en gérontologie. Elle est activiste pour la santé publique.

### Activités politiques
Le 20 décembre 2015, elle est élue députée pour la circonscription de Barcelone. Elle est réélue au Congrès des députés le 26 juin 2016 pour la circonscription de Gérone.